# Hüttwilen
Hüttwilen – miejscowość i gmina (Politische Gemeinde) w północno-wschodniej Szwajcarii, w kantonie Turgowia, w okręgu (Bezirk) Frauenfeld. Leży nad jeziorem Untersee. 

## Geografia
Na terenie gminy leżą jeziora Hüttwilersee oraz Nussbaumersee.

## Demografia
W Hüttwilen mieszka 1 729 osób. W 2021 roku 10,6% populacji gminy stanowiły osoby urodzone poza Szwajcarią. 

## Transport
Przez teren gminy przebiega droga główna nr 465.